# Robert Waissenberger
Robert Waissenberger, né le 16 août 1926 à Vienne et mort le 28 mars 1987 dans la même ville, est un historien de l'art et directeur de musée autrichien.

## Biographie
Robert Waissenberger naît le 16 août 1926 à Vienne.
Il étudie à l'université de Vienne à partir de 1945, obtient un doctorat en 1949 et rejoint le service de la ville de Vienne.
Il meurt le 28 mars 1987 dans sa ville natale.